# Vuelta Ciclista Femenina a el Salvador
Die Vuelta Ciclista Femenina a el Salvador ist ein Straßenradrennen im Frauenradsport in El Salvador.
Erstmals fand das Etappenrennen als nationales Rennen im Jahr 2044 statt, ab 2005 war sie Teil des Rennkalenders der UCI. Von 2005 bis 2008 war das Rennen in die Kategorie 2.2 eingestuft. Nach drei Jahren Pause wurde das Rennen ab 2012 als Rennen der Kategorie 2.1 ausgetragen, nach der Saison 2014 wurde das Rennen erneut eingestellt.
In der Saison 2024 wurde das Rennen nach neun Jahren Pause wiederbelebt und wieder in die Kategorie 2.1 eingestuft.

## Palmarès
| Jahr                       | Siegerin            | Zweite              | Dritte                 |
| -------------------------- | ------------------- | ------------------- | ---------------------- |
| 2004                       | Evelyn García       | Tanja Hennes        | Sigrid Corneo          |
| 2005                       | Edita Pučinskaitė   | Evelyn García       | Sigrid Corneo          |
| 2006                       | Aimee Vasse         | Marta Vilajosana    | Grace Fleury           |
| 2007                       | Evelyn García       | Tetjana Stjaschkina | Jeannie Longo-Ciprelli |
| 2008                       | Tetjana Stjaschkina | Marianne Vos        | María Isabel Moreno    |
| 2009–2011 keine Austragung |                     |                     |                        |
| 2012                       | Clemilda Fernandes  | Tatiana Guderzo     | Evelyn García          |
| 2013                       | Noemi Cantele       | Alena Amjaljussik   | Serika Gulumá          |
| 2014                       | Mara Abbott         | Alena Amjaljussik   | Olga Sabelinskaja      |
| 2015–2023 keine Austragung |                     |                     |                        |
| 2024                       | Elena Hartmann      | Tamara Dronowa      | Antri Christoforou     |
| 2025                       |                     |                     |                        |